# عدسان (النادرة)

تعديل مصدري - تعديل

عدسان محلة تابعة لقرية المصلول، التابعة لعزلة العارضة بمديرية النادرة إحدى مديريات محافظة إب في الجمهورية اليمنية، بلغ تعداد سكانها 25 حسب تعداد اليمن لعام 2004.